# Koichiro Nagatomo
Koichiro Nagatomo (長友 耕一郎 Nagatomo Koichiro?), född 7 december 1982 i Miyazaki prefektur, är en japansk före detta fotbollsspelare.
Nagatomo började sin karriär 2001 i Avispa Fukuoka. 2003 flyttade han till Shizuoka FC. Han avslutade karriären 2006.